# Louis Moinet

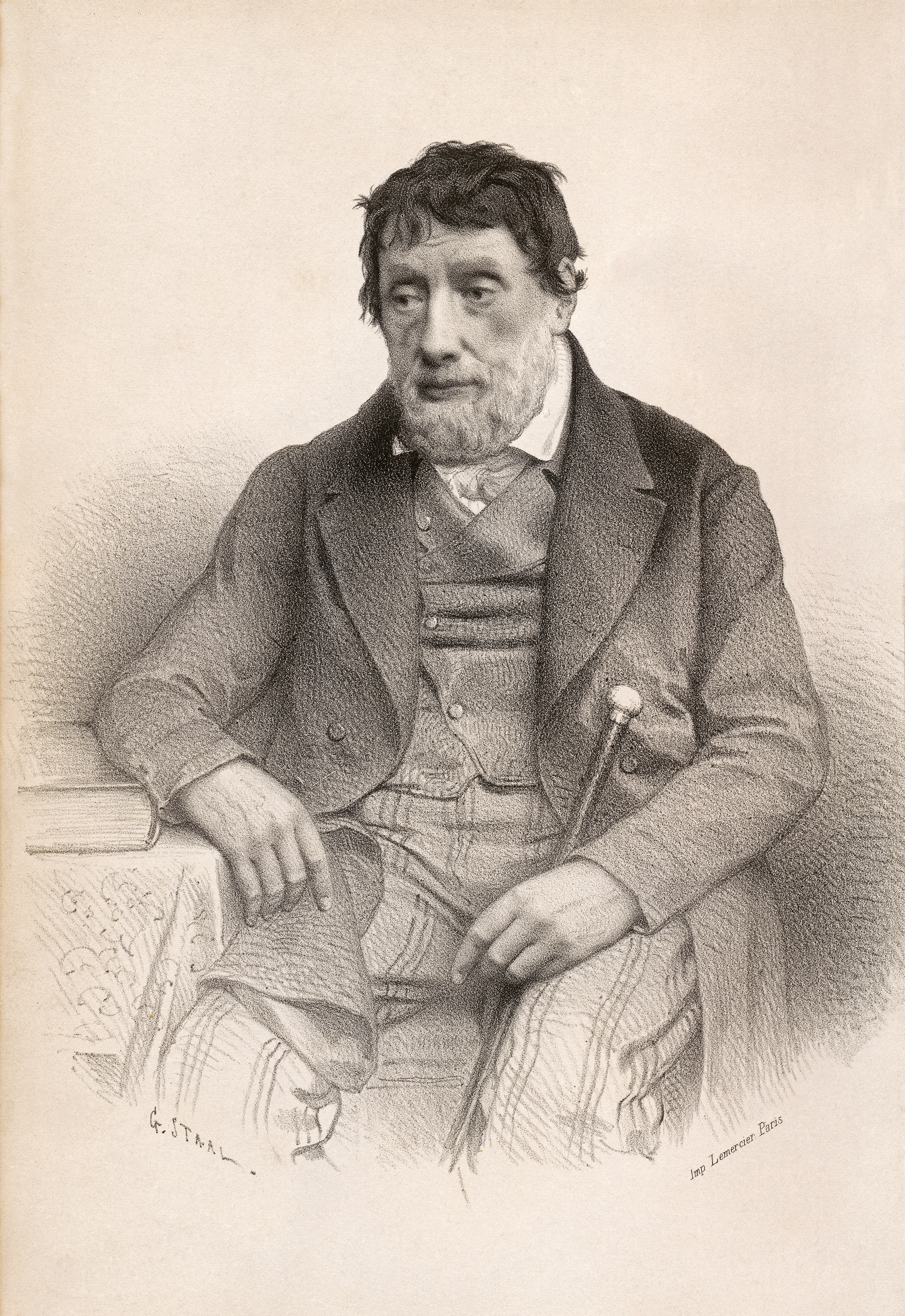
Louis Moinet

Louis Moinet (* 1768 in Bourges; † 21. Mai 1853 in Paris) ist der Erfinder des Chronographen.

## Leben
Mit 20 Jahren verließ Moinet Frankreich und ging nach Rom, wo er fünf Jahre Architektur, Bildhauerei und Malerei studierte. Hier lernte er die Mitglieder der Académie de France kennen, die größten Künstler ihrer Zeit. Von Rom ging er weiter nach Florenz. In einer von Graf Manfredini, Minister des Großherzogs der Toskana, zur Verfügung gestellten Werkstatt machte er sich dort mit der Kunstgravur auf Halbedelsteinen vertraut. Außerdem schuf er mehrere Gemälde.
Bei seiner Rückkehr nach Paris wurde er zum Professor der Akademie der Schönen Künste im Louvre ernannt. Er trat mehreren wissenschaftlichen und künstlerischen Gesellschaften bei und arbeitete mit bekannten Persönlichkeiten wie dem Astronomen Lalande, dem Bronzekünstler Thomire und dem geschickten Automatenbauer Robert-Houdin zusammen, der als „Erneuerer der Zauberkunst“ betrachtet wird.
Gleichzeitig studierte er Theorie und Praxis der Uhrmacherkunst. Vom Jahre 1800 an nahm die Uhrmacherkunst seine ganze Zeit in Anspruch. Bei langen Aufenthalten in der Schweiz zwischen Juragebirge und Joux-Tal traf er berühmte Uhrmacher – darunter Jacques-Frédéric Houriet – und erwarb seine Uhrmacherinstrumente und -werkzeuge.
Louis Moinet wurde zum Vorsitzenden der Gesellschaft „Société Chronométrique de Paris“ – Pariser Gesellschaft für Chronometrie – ernannt, die sich die „Entwicklung und Förderung der Uhrmacherei“ zur Aufgabe machte, „einer der schönsten Wissenschaften des menschlichen Geistes“. In diesem Rahmen pflegte er häufige Kontakte mit Kollegen: Louis Berthoud, Antide Janvier, Louis-Frédéric Perrelet, Joseph Winnerl oder auch Vulliamy, Uhrmacher des Königs in London.

## Werk

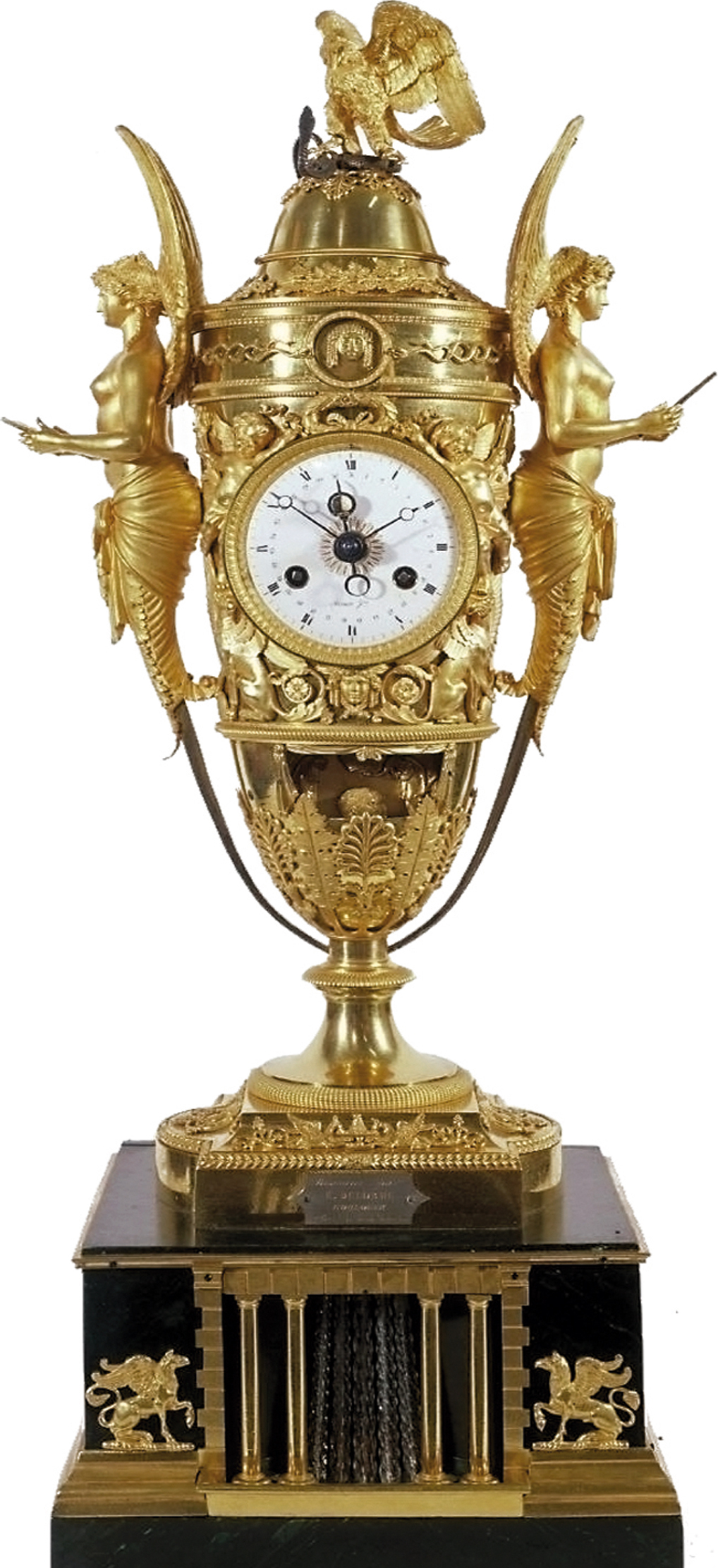

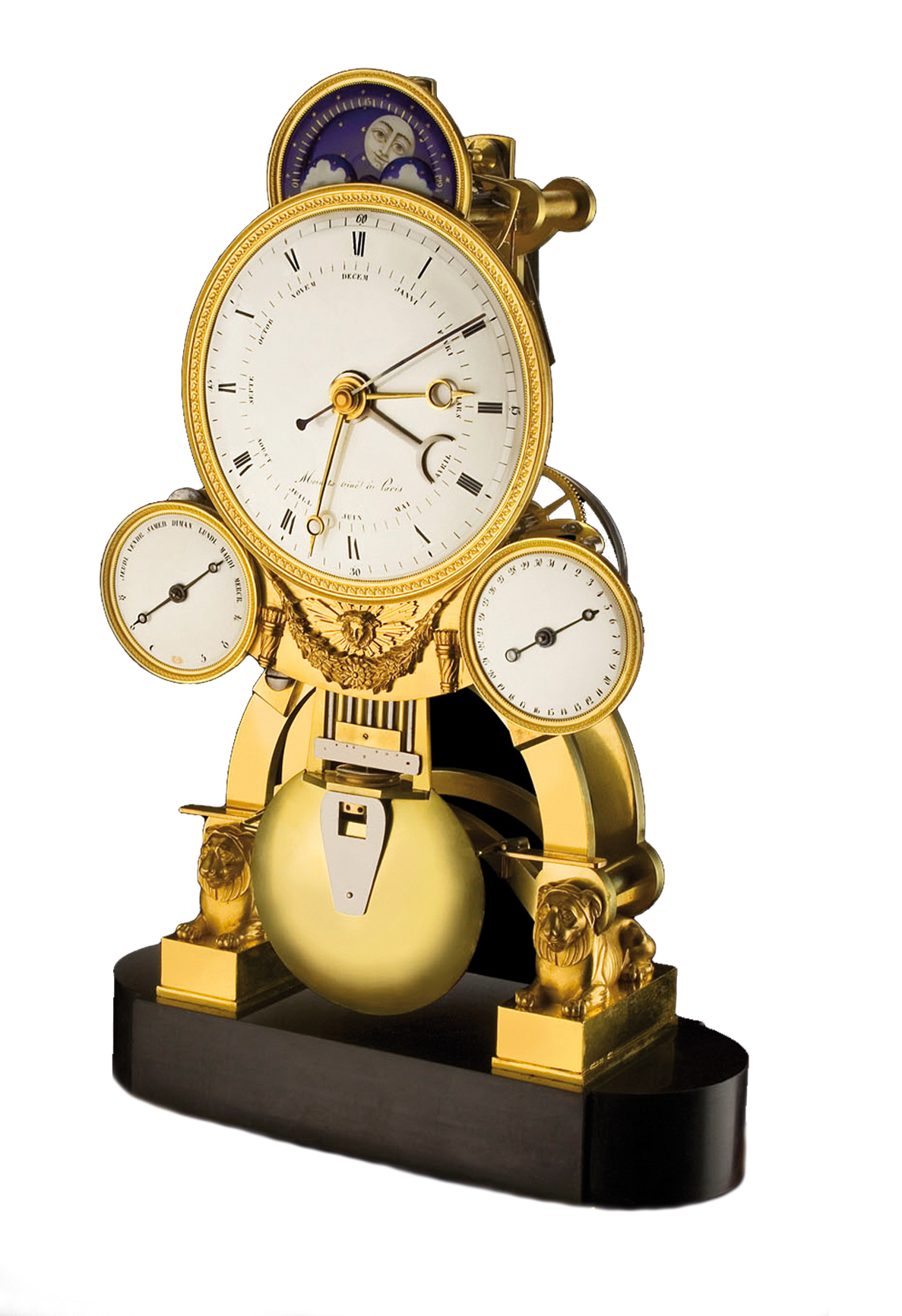

Louis Moinet arbeitete viele Jahre eng mit Abraham Louis Breguet zusammen, war ihm enger Freund, Vertrauter und intimer Berater. Die beiden Männer teilten dieselbe Leidenschaft für die Uhrmacherkunst.
Moinet schuf in seinem Leben Pendeluhren für wichtige Persönlichkeiten seiner Zeit: Napoleon Bonaparte, die amerikanischen Präsidenten Thomas Jefferson und James Monroe, König George IV., Ernest Augustus, Prinz von Hannover, Königin Maria Amalia von Neapel-Sizilien|, Marschall Joachim Murat, Marschall Michel Ney und andere gekrönte Häupter in Europa.
Napoleons Pendeluhr entstand im Jahre 1806. Sie hat ein Acht-Tage-Uhrwerk und zeigt Stunde, Minute und Datum an. Ihre Besonderheit liegt in einem bemerkenswerten Uhrwerk, das mithilfe eines winzigen Elfenbeinkügelchens am Tageszeiger die Mondphase angibt. Außerdem wird immer, wenn die Spieluhr läuft, die Krönung von Napoleon und Kaiserin Joséphine in Gang gesetzt. Dabei setzt eine Automatik die kaiserliche Krone auf ihre Häupter.
Die Uhren finden sich heute in Museen wie dem Louvre in Paris, dem Schloss Versailles, dem Palazzo Pitti in Florenz oder auch im Monticello und im Weißen Haus.

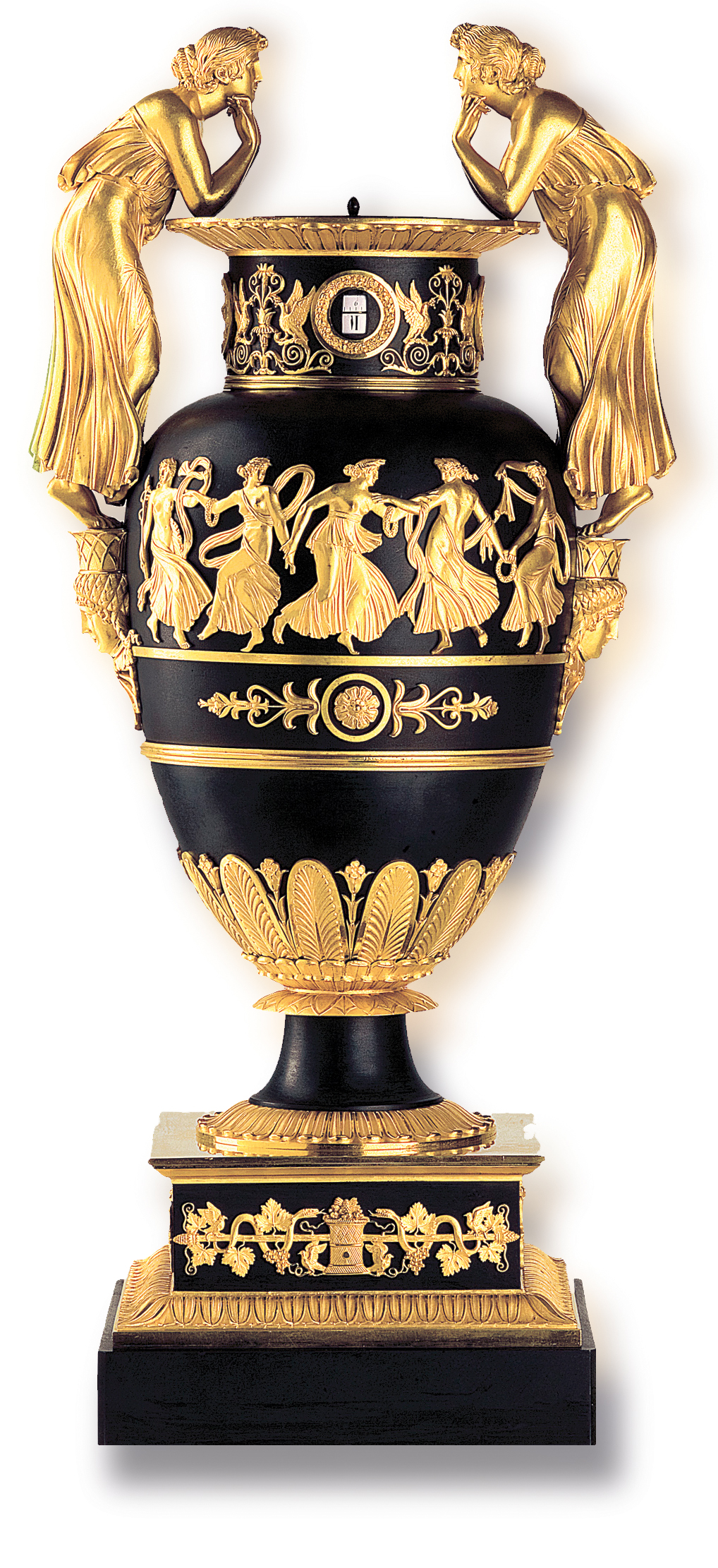

## Erfindungen

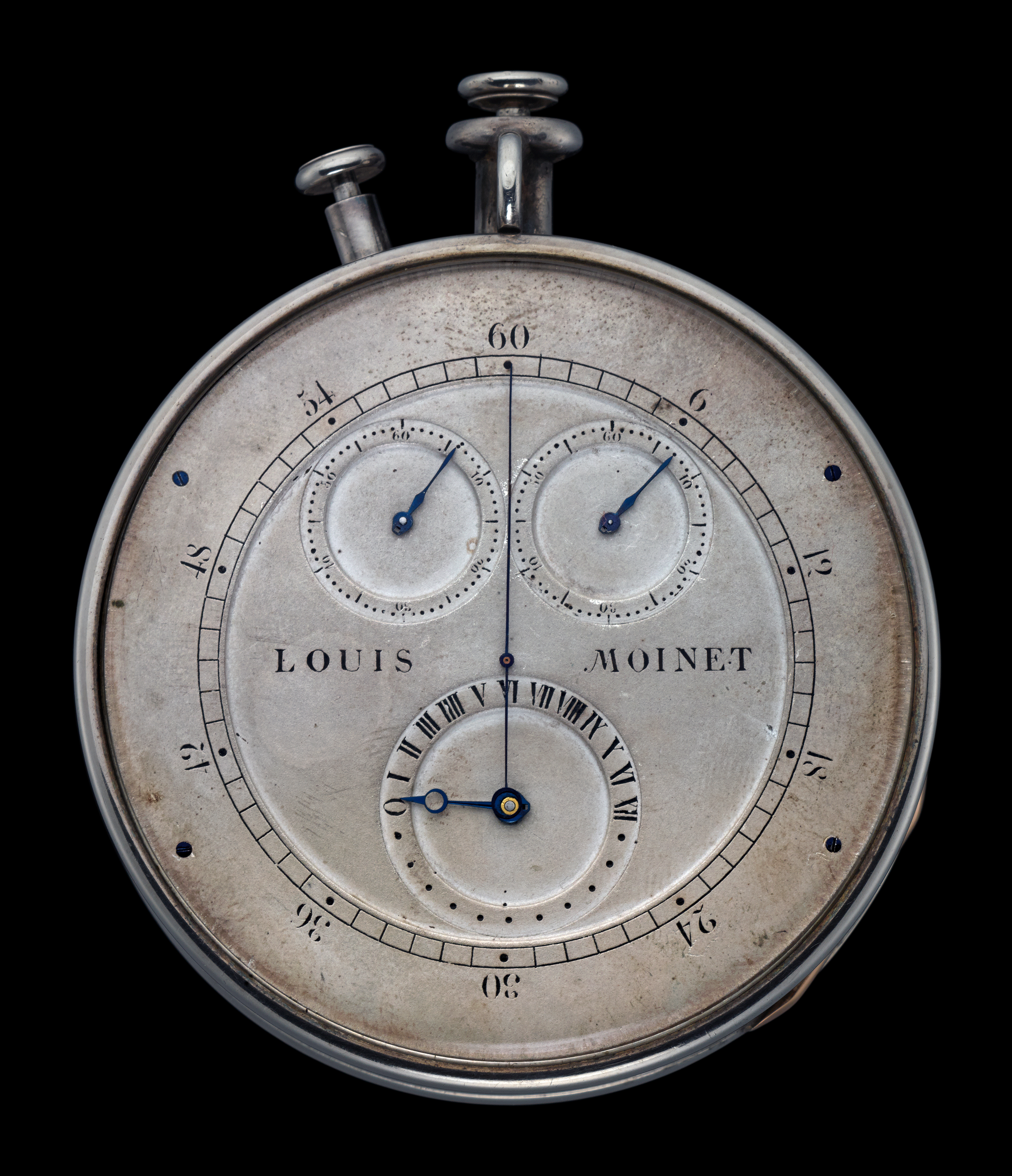

Als Hersteller von Präzisionsinstrumenten beschäftigte sich Louis Moinet sowohl mit Marineuhren als mit Astronomieuhren und zivilen Uhren. Er wurde zum Urheber mehrerer wichtiger Verbesserungen. Am wichtigsten ist sein 1816 geschaffener „Compteur de Tierces“ („Terzzähler“), der Louis Moinet zum Erfinder des Chronographen macht. Dieses Instrument misst sechzigstel Sekunden, produziert 216 000 Vibrationen pro Stunde und besitzt eine Nullrückstellung.
Louis Moinets Produkte wurden auf zwei Weltausstellungen gezeigt. Das erste Mal 1851 in London. Hier stellte Louis Moinet ein Chronometer mit  Jahreskalender- und Wochentagsanzeige vor. Dann in 
Paris in 1900. Bei dieser Ausstellung wurde Napoleons Pendeluhr gezeigt.
Zu Louis Moinets Werk gehören auch Wecker, Regulatoren und astronomische Uhren. Dazu gehören unter anderen Taschenuhrkaliber mit spezifischer Verteilung (ein ganzes Uhrräderwerk aufgebaut aus einem Trieb mit 12 Zähnen). Auch eine Feder mit gezahntem Federhaus gehört zu seinen Erfindungen. Er schildert, dass diese Feder bei ihrer Bearbeitung im Ofen „von der Farbe einer halbreifen roten Kirsche“ sei. Außerdem erfand er einen neuen Unruhkloben zum einfacheren Aufziehen. Er entwarf eine Konstruktion, die das Spiralklötzchen zur Auswuchtung der Hemmung ohne den geringsten Ausbau in Bewegung setzen sollte. Das Räderwerk seiner Marineuhren spaltete, rundete und beendete er von Hand nach den in seinem Uhrmacherlehrbuch „Traité d’Horlogerie“ erläuterten Berechnungsformeln.

## Das berühmte Uhrmacherlehrbuch („Traité d’horlogerie“)

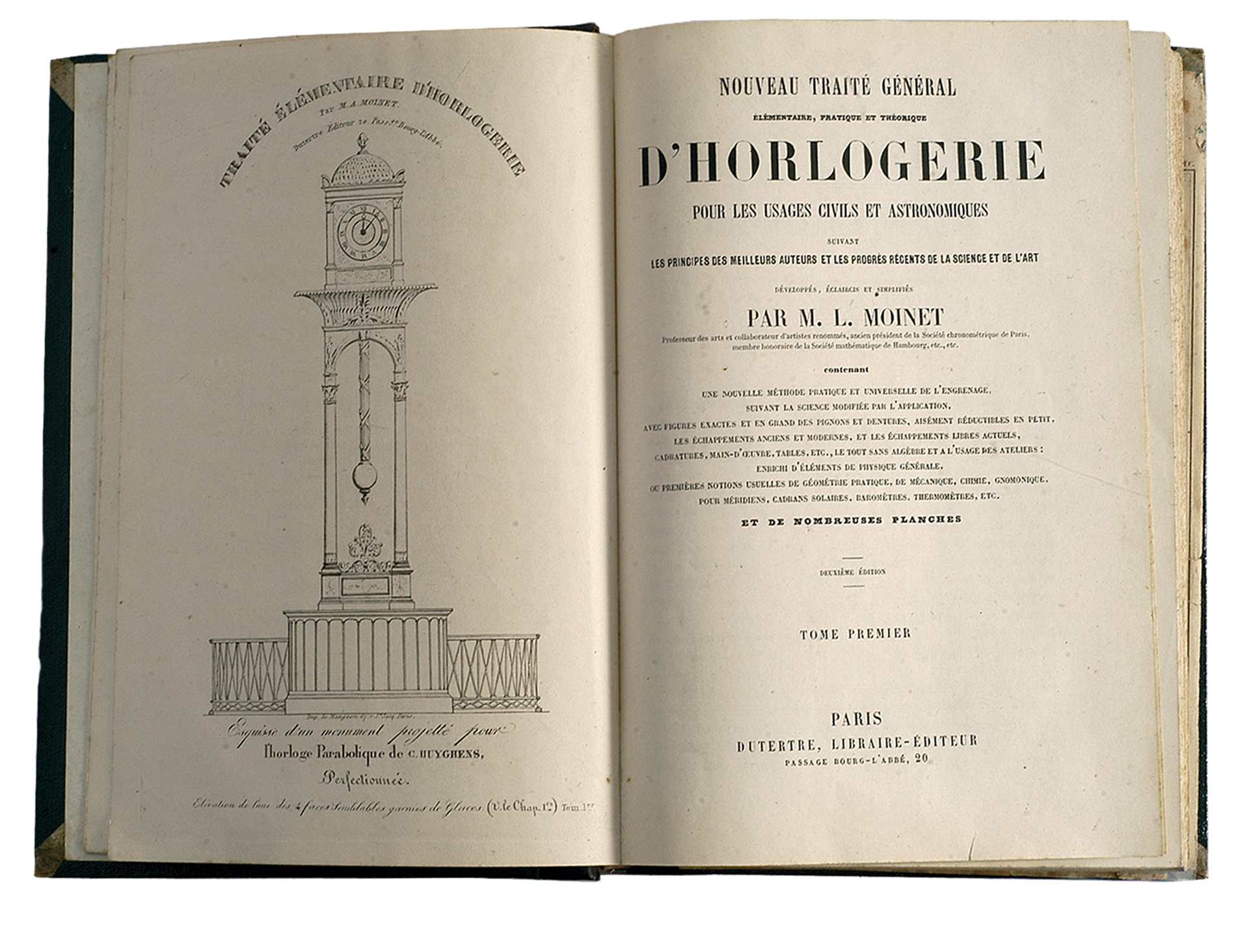

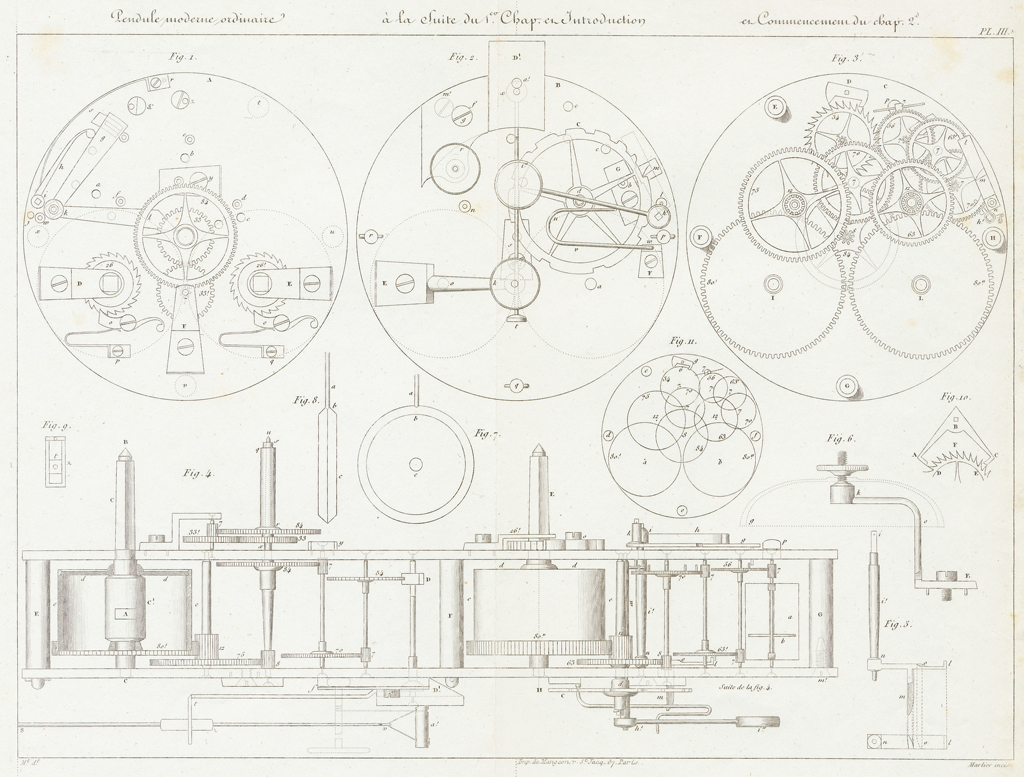

Louis Moinet ist vor allem für sein 1848 veröffentlichtes berühmtes Lehrbuch „Traité d’Horlogerie“ bekannt, das Uhrmachertechniken beschreibt. Es wurde dreimal neu aufgelegt und war bis nach Russland verbreitet. Moinet widmete zwanzig Jahre seines Lebens dem Verfassen dieses Werks in zwei Bänden.
| Personendaten    | Personendaten           |
| ---------------- | ----------------------- |
| NAME             | Moinet, Louis           |
| KURZBESCHREIBUNG | französischer Uhrmacher |
| GEBURTSDATUM     | 1768                    |
| GEBURTSORT       | Bourges, Frankreich     |
| STERBEDATUM      | 21. Mai 1853            |
| STERBEORT        | Paris, Frankreich       |